# Indiaroba
Indiaroba est une ville brésilienne du sud de l'État du Sergipe.

## Géographie
Indiaroba se situe par une latitude de 11° 31' 09" sud et par une longitude de 37° 30' 42" ouest, à une altitude de 26 mètres.
Sa population était de 17 043 habitants au recensement de 2007. La municipalité s'étend sur 314 km2.
Elle fait partie de la microrégion d'Estância, dans la mésorégion Est du Sergipe.